# Grup Safir
Grup Safir was een Turkse muziekgroep.

## Biografie
Grup Safir werd begin 2002 opgericht om samen met Buket Bengisu deel te nemen aan de Turkse preselectie voor het Eurovisiesongfestival. De groep bestond uit Sitare Bilge, Eser Alioğlu, Dilek Aba en Gülnur Gökçe. Met het nummer Leylaklar soldu kalbinde wist men de nationale finale te winnen, waardoor ze mochten deelnemen aan het Eurovisiesongfestival 2002 in de Estische hoofdstad Tallinn. Daar eindigde Turkije als zestiende.
1975: Semiha Yankı · 
1978: Nilüfer & Nazar · 
1980: Ajda Pekkan · 
1981: Modern Folk Trio & Ayşegül · 
1982: Neco · 
1983: Çetin Alp & The Short Waves · 
1984: Beş Yıl Önce On Yıl Sonra · 
1985: MFÖ · 
1986: Klips ve Onlar · 
1987: Seyyal Taner & Lokomotif · 
1988: MFÖ · 
1989: Pan · 
1990: Kayahan · 
1991: İzel Çeliköz, Reyhan Karaca & Can Uğurluer · 
1992: Aylin Vatankoş · 
1993: Burak Aydos · 
1995: Arzu Ece · 
1996: Şebnem Paker · 
1997: Şebnem Paker & Grup Etnik · 
1998: Tüzmen · 
1999: Tuba Önal & Grup Mistik · 
2000: Pınar Ayhan & Grup SOS · 
2001: Sedat Yüce · 
2002: Buket Bengisu & Grup Safir · 
2003: Sertab Erener · 
2004: Athena · 
2005: Gülseren · 
2006: Sibel Tüzün · 
2007: Kenan Doğulu · 
2008: Mor ve Ötesi · 
2009: Hadise · 
2010: MaNga · 
2011: Yüksek Sadakat · 
2012: Can Bonomo